# Пан Ам
„Пан Американ“ (на английски: Pan American), известна още и със съкратеното си име „Пан Ам“ (на английски: Pan Am) е американска авиокомпания, основана на 14 март 1927 г. в Кий Уест, Флорида от двама бивши офицери от ВВС на САЩ – Хенри „Хап“ Арнолд и Карл Спаатц. Първоначално носи името Пан Американ Ейруейз (Pan American Airways), но впоследствие е преименувана на „Pan American World Airways“ – име, което носи до фалита си през 1991 г.
През целия 20-ти век това е вероятно най-голямата частна авиокомпания в света, възприемана като неофициален превозвач на САЩ. През 70-те, най-добрите години на компанията, Пан Ам превозва 11 милиона пътници и лети до 86 страни, покривайки всички континенти без Антарктида. През 80-те години финансовото състояние на авиокомпанията се влошава драстично, като тя стига до фалит през 1991 г.

## История
Pan American Airways, Incorporated (PAA) е създадена като фиктивна компания на 14 март 1927 г. от майор Хенри Арнолд, Карл Спаатс и Джон Х. Жует, за да се противопостави на притежавания от Германия колумбийски превозвач SCADTA. SCADTA лобира за права за кацане в зоната на Панамския канал, уж за да обслужва полети до САЩ, но САЩ разглеждат това като възможна германска въздушна заплаха за канала. Арнолд и Спаатц изготвят финансово предложение за панамерикански инвеститори, когато SCADTA наема компания от Делауеър, за да осигури договори за поръчки по пощата от правителството на САЩ. Пан Американ успява да осигури договор за доставка на поща до Куба, но не успява да намери подходящ самолет и да осигури права за кацане в Куба.
На 2 юни 1927 г. Хуан Трип основава Aviation Corporation of the Americas (ACA), подкрепяна от редица влиятелни политици и финансисти, включително Корнелиус Вандербилт Уитни, и получава 250 000 долара от продажба на акции. Те успяват да осигурят права за кацане в Хавана и придобиват American International Airways – малка авиокомпания, която извършва полети с хидроплани от Кий Уест, Флорида, до Хавана. ACA успява да спази крайния срок и да започне да превозва поща на 19 октомври 1927 г., използвайки самолет Fairchild FC-2, нает от малка западноиндийска компания Aerial Express от Доминиканската република.
Правителството на САЩ одобрява първоначалния договор за превоз на поща на Пан Ам, с уговорката, че SCADTA няма да има конкуренция при полетите между Латинска Америка и САЩ. Правителството също така помага за изолирането на Пан Ам от американската конкуренция, като гледа на авиокомпанията като на „предпочитаната авиокомпания“ за международни полети. Компанията се развива в международен план, като се възползва от практически монопол върху чуждестранни маршрути.
Трип и неговите партньори планират да разширят полетите на Пан Ам в Централна и Южна Америка. В края на 20-те и началото на 30-те години Пан Ам купува няколко малки и извънпазарни компании и преговаря с пощенски представители, осигурявайки повечето от държавните пощенски договори в региона. През септември 1929 г. Трип пътува до Латинска Америка с Чарлз Линдберг, за да договорят правата за кацане в няколко страни, включително Колумбия и Венецуела. До края на годината Пан Ам предлага полети по западния бряг на Южна Америка и до Перу. На следващата година Пан Ам придобива линията Ню Йорк, Рио и Буенос Айрес, което ѝ позволява да лети по източното крайбрежие на Южна Америка до Буенос Айрес и по западното крайбрежие до Сантяго. През 1929 г. Пан Ам също си партнира с Grace Shipping Company, за да създаде Pan American-Grace Airways, с което да се затвърди в Южна Америка. През същата година Пан Ам придобива контролен дял в Мексиканските авиолинии, като получава маршрут от Тексас до Мексико Сити и го разширява до Юкатан, свързвайки го с мрежата си в Карибите. Пан Ам е първата (и до 1979 г. единствената) американска авиокомпания, която извършва редовни полети до СССР. През 1978 г. е разработен план за съвместна експлоатация на линията Ню Йорк – Москва от самолети на Пан Ам и Аерофлот. За целта са използвани самолети Боинг 747.
През 1935 г. е открита първата редовна търговска тихоокеанска линия от Сан Франциско до Манила, използваща хидроплани.
В продължение на много години Пан Ам по същество е националният превозвач на САЩ и един от лидерите в трансатлантическите полети. Пан Ам прави значителен принос за развитието на международния въздушен транспорт, действа като начален клиент за ключови типове самолети за развитието на авиацията като Боинг-707, Боинг-747, а също така е и една от първите авиокомпании, която използва компютъризирани системи за резервация на билети.
Причината за фалита е поредица от грешки и грешни изчисления на ръководството на компанията, което не успява да подготви Пан Ам за драстично променените пазарни условия след влизането в сила на Закона за дерегулация на въздушния транспорт на САЩ от 1978 г. От този момент нататък авиокомпанията търпи значителни загуби всяка година, като постепенно разпродава активи, за да изплаща свои дългове. През 1985 г. азиатско-тихоокеанският маршрут е изцяло продаден на United Airlines. Войната в Персийския залив от 1991 г. повишава цената на петрола и реактивното гориво, което е фатално за Пан Ам, която е в плачевно финансово състояние. Комисията, разследваща експлозията на линейния кораб на Пан Ам през 1990 г. над Локърби, също установява вината на компанията за допускане на багаж с бомба на борда в отсъствието на пътник. На 4 декември 1991 г. авиокомпанията обявява банкрут. След фалита много полети на Пан Ам са поети от Delta Air Lines.